# Koppa (chữ cái)
Koppa hoặc qoppa (Ϙ, ϙ; một dấu hiệu số hiện đại: Bản mẫu:GrGl) là một chữ cái được sử dụng trong các hình thức ban đầu của bảng chữ cái Hy Lạp, có nguồn gốc từ qoph Phoenicia . Ban đầu nó được sử dụng để biểu thị âm /k/, nhưng không sử dụng như một ký tự chữ cái mà thay bằng chữ Kappa (Κ). Nó vẫn được sử dụng như một ký hiệu số (90) trong hệ thống các chữ số Hy Lạp, mặc dù có hình dạng được sửa đổi. Koppa là nguồn gốc của tiếng Latin Q, cũng như ký hiệu số Cyrillic cùng tên (Koppa).

## Chữ cái

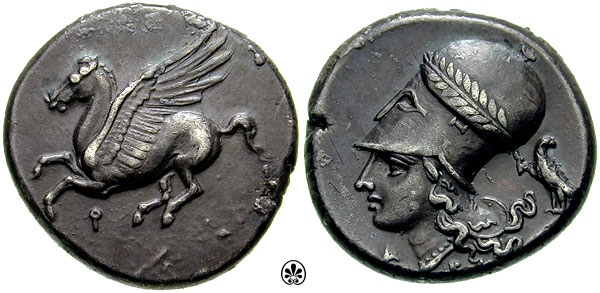
Đồng stater Corinthia. Mặt trước: Pegasus với koppa bên dưới, cho Corinth. Athena mang một chiếc mũ Corinthia.

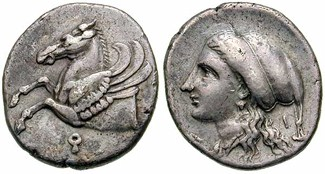
Hemiobol Corinthia. Mặt trước: Pegasus với koppa bên dưới, cho Corinth. Mặt sau: Aphrodite mang một dải đầu sakkos.

Trong tiếng Phoenicia, qoph đã được phát âm [q], còn trong tiếng Hy Lạp, thiếu âm thanh như vậy, thay vào đó, nó được sử dụng cho /k/ trước các hậu nguyên âm Ο, Υ và Ω. Trong chức năng này, nó đã được mượn vào bảng chữ cái in nghiêng và cuối cùng sang tiếng Latin. Tuy nhiên, vì âm /k/ có hai cách viết thừa, koppa cuối cùng đã được thay thế kappa (Κ) trong tiếng Hy Lạp. Nó vẫn được sử dụng như một chữ cái ở một số vùng Doric vào thế kỷ thứ 5 trước Công nguyên. 
Chữ koppa được sử dụng như một biểu tượng cho thành phố Corinth, nơi có cách đánh vần đầu tiên là Ϙόρινθος.